# 李景孟
李景孟（1421年—？），字宗浩，浙江嘉興府海鹽縣人，民籍，明朝政治人物。同進士出身。

## 生平
景泰四年（1453年）癸酉科浙江鄉試第二十九名。景泰五年（1454年）甲戌科會試二百八十八名，殿試登進士第三甲第八十六名。

## 家族
曾祖父李原白，曾任元總管府同知、祖父李彥珹、父亲李季衡。